# Peace Piece
Pour les articles homonymes, voir Peace et Piece.
Peace piece est un morceau du pianiste de jazz Bill Evans, enregistrée en décembre 1958 pour son album Everybody Digs Bill Evans.

## À propos

### Description
Peace piece est une improvisation sans thème, basée sur un ostinato très calme de deux accords (DoM7 et Sol9sus4). Cet ostinato apporte un élément de stabilité, qui permet au pianiste de développer différents motifs et idées mélodiques et harmoniques.
Le morceau commence de façon méditative et modale, avec une mélodie improvisée jouée librement et rubato, qui progressivement s'achemine vers plus de tensions, notamment avec l'utilisation de polytonalité ou d'atonalité, ou des passages utilisant la gamme par tons. Evans joue avec les couleurs et les timbres, en s'affranchissant des règles de l'harmonie.

### Enregistrement
On trouve la progression d'accords de Peace Piece au début de Some Other Time, extrait de la comédie musicale On the Town de Leonard Bernstein. Bill Evans a enregistré ce morceau à plusieurs reprises, notamment avec Tony Bennett (The Tony Bennett: Bill Evans Album). Le producteur Orrin Keepnews raconte qu'Evans cherchait des idées pour une introduction à Some Other Time, qu'il avait prévu d'enregistrer sur Everybody Digs Bill Evans. Il a finalement abandonné l'idée d'enregistrer le morceau de Bernstein, et a enregistré son improvisation sur l'introduction.
Une autre version de l'origine de Peace piece, donnée par le professeur de théorie musicale d'Evans à la Southeastern Louisiana University, raconte que le morceau vient d'un exercice de composition donné au pianiste.
Lors de l'enregistrement de Kind of Blue (1960), Miles Davis a repris l'idée de l'ostinato, qui lui avait plu. Bill Evans, au piano, a développé cette progression d'accords sur d'autres harmonies,.
On a beaucoup demandé à Evans qu'il joue ce morceau en concert vers la fin de sa carrière, ce qu'il refusait en expliquant que pour lui, Peace piece était lié à l'inspiration d'un moment, et qu'il dénaturerait la pièce s'il la rejouait. Il l'a pourtant joué une fois en concert à Seattle en 1978 avec la Bill Evans Dance Company, en accompagnement de la troupe de danseurs.

### Influences
Peace Piece a quelques points communs avec la Berceuse de Frédéric Chopin : les deux morceaux sont construits sur un ostinato de deux accords, et contiennent une mélodie très ornementée. On peut également y entendre l'influence de Debussy, du mouvement lent du Concerto en sol de Ravel ou des Gymnopédies de Satie,. Le pianiste Jean-Yves Thibaudet, qui a rejoué la version d'Evans, entend des réminiscences du Catalogue d'oiseaux d'Olivier Messiaen, qui venait juste de paraître ; il est cependant difficile de savoir si Evans connaissait ce recueil. Dans les mesures 47-49 (vers 3:50), Evans joue des phrases en dehors de toute tonalité qui peuvent rappeler Prokofiev.

## Autres versions
Plusieurs musiciens ont joué Peace Piece, notamment :
Version d'Evans
- Kronos Quartet, dans une version pour quatuor à cordes sur l'album Music of Bill Evans (en) (1986)[1]
- Jean-Yves Thibaudet sur son album Conversations with Bill Evans (1997)[9]
- Igor Levit sur son album Life (2018)[10]

Versions improvisées
- Richie Beirach sur son album Elegy for Bill Evans (1981)[11]
- Stefano Battaglia, Paolino Dalla Porta et Aldo Romano sur l'album Bill Evans Compositions, Vol. 2 (1993)[12]
- Herbie Mann, avec un arrangement pour ensemble de flutes, sur son album Peace Pieces - The Music Of Bill Evans (1995)[13]
- Don Sebesky sur son album I Remember Bill - A Tribute to Bill Evans (1998)[14]
- Niño Josele (en) sur son album Paz (2006)[15]
- Joachim Kühn sur son album Touch the Light (2021).

## Utilisation et hommage
Au cinéma
- 1965 : Amour 65 de Bo Widerberg[16]
- 1994 : Corrina, Corrina de Jessie Nelson (le morceau est joué par John Beasley)[17]
- 2010 : Rendez-vous l'été prochain de Philip Seymour Hoffman[18]
- 2017 : L'Affaire Roman J. de Dan Gilroy[19]
- 2018 : Niemand in de stad (nl) de Michiel van Erp (nl)

En littérature
Jacques Réda a écrit un poème inspiré par Peace Piece, que l'on peut lire dans son recueil L'improviste II - Jouer le jeu (1985).